# Bitva u Markelli (756)
Bitva u Markelli se odehrála roku 756 mezi vojsky první bulharské říše a Byzance poblíž současného města Karnobat v jihovýchodním Bulharsku. Z této bitvy vyšli vítězně Byzantinci.

## Pozadí a průběh bitvy
Roku 741 nastoupil na byzantský trůn císař Konstantin V., jenž se rozhodl pro vojenské vystoupení proti Bulharsku, na rozdíl od původní politiky jeho otce Leona III., který s Bulhary udržoval mír. Když v roce 755 odmítl císař platit bulharskému chánu Vinechovi dříve dohodnutý tribut, vpadli Bulhaři do Thrákie a vyplenili ji. Na to císař odpověděl vojenským tažení, přičemž část armády se na bulharské území vydala po souši a druhá část na lodích vyrazila k ústí Dunaje, které vyplenila. Mezi těmito armádami a bulharským vojskem došlo ke srážce u pevnosti Markelli, jež skončila zdrcujícím byzantským vítězstvím. Bulhaři se poté museli vzdát ročního poplatku a území na jih od Stare Planiny.